# Turó del Campaner
El Turó del Campaner és una muntanya de 181 metres que es troba al municipi de Sant Esteve Sesrovires, a la comarca del Baix Llobregat.